# Roosevelt-vapiti
A Roosevelt-vapiti (Cervus canadensis roosevelti) az emlősök (Mammalia) osztályának párosujjú patások (Artiodactyla) rendjébe, ezen belül a szarvasfélék (Cervidae) családjába tartozó vapiti (Cervus canadensis) egyik észak-amerikai alfaja.

## Előfordulása
A Roosevelt-vapiti Kaliforniában, valamint Oregon és Washington állam nyugati részén, és Brit Columbiában él. Néhány egyedét 1928-ban betelepítették az Alaszkához tartozó Afognak- és Raspberry-szigetre is. 1909-ben, az Olympic Nemzeti Parkot azért létesítették, hogy a Roosevelt-vapiti itt menedékhelyre találjon. Állományának nagyságát 20 000 és 30 000 egyed közöttire becsülik.

## Megjelenése
A Sziklás-hegységi vapitinál nagyobb termetű. A felnőtt állat hossza 1,8-3 méter, marmagassága 1,5 méter. A bikák általában 300-500 kilogrammot nyomnak, míg a tehenek 260-285 kilogrammosak. Az alaszkai állományokban egyes bikák elérik a 600 kilogrammos testtömeget is.

## Életmódja
Az állat késő tavasztól kora őszig lágy szárú növényekkel, például perjefélékkel (Poaceae) és sásfélékkel (Cyperaceae) táplálkozik. Télen tőzegáfonyát, bodzát és borostyánféléket (Araliaceae) fogyaszt; étrendjét fekete áfonyával, gombákkal és szederrel egészíti ki.
A vadonban a Roosevelt-vapiti ritkán él 12-15 évnél többet, de fogságban több, mint 25 évet is élhet.